# Téléphérique de l'Aiguille du Midi
 (septembre 2016).
Améliorez-le ou discutez des points à vérifier. 
Ne doit pas être confondu avec Téléférique de l'Aiguille du Midi ou Téléphérique du Pic du Midi de Bigorre.
Le téléphérique de l'Aiguille du Midi est un téléphérique français situé sur le territoire de Chamonix-Mont-Blanc en Haute-Savoie et relie en deux tronçons la station à 1 038 mètres d'altitude à l'aiguille du Midi à 3 842 mètres. La ligne actuelle est ouverte en 1955, mais un premier téléphérique, dit également de l'Aiguille du Midi, fonctionne de 1924 aux années 1950, sans toutefois atteindre le sommet.

## Description
Le téléphérique de l'Aiguille du Midi est techniquement constitué de deux tronçons de téléphériques à va-et-vient indépendants.

### Premier tronçon

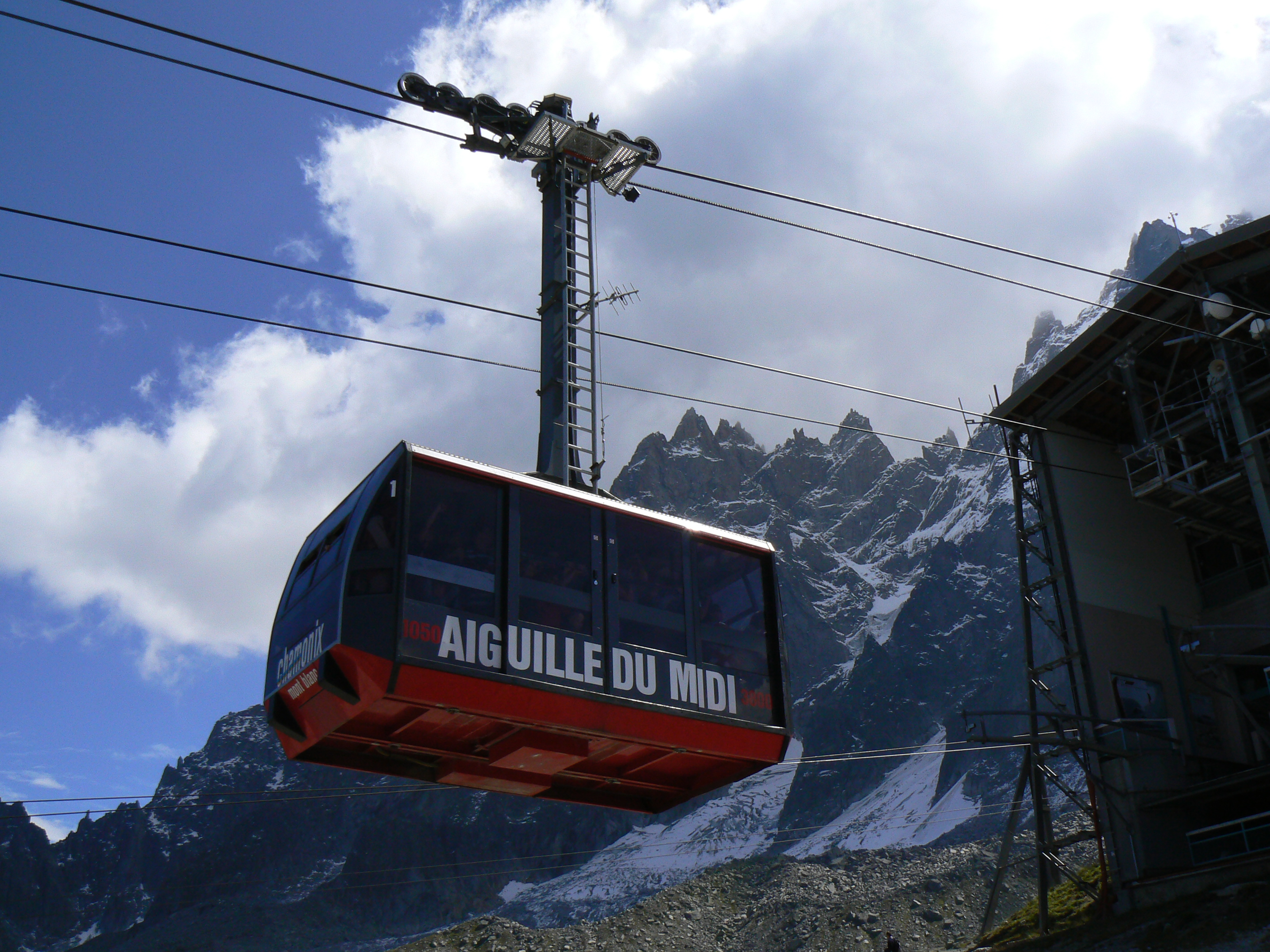
Cabine du premier tronçon.

Le premier tronçon, ouvert en 1954, mesure 2 553 mètres et possède trois pylônes de ligne de respectivement 70, 40 et 25 mètres de hauteur. Il relie le centre-ville de Chamonix-Mont-Blanc à 1 038 mètres au plan de l'Aiguille à 2 317 mètres d'altitude, soit une dénivelée totale de 1 279 mètres. Le trajet s'effectue en 6 à 8 minutes à la vitesse de 7 à 10 m/s dans une cabine pouvant accueillir 75 passagers (charge maximale de 5 040 kg).
Le passage sur deux des trois pylônes, surtout le premier en descente notamment, marque un brusque changement de pente, parmi les plus forts pour un téléphérique, d'où un léger airtime en position debout, semblable à celui d'une attraction ou d'un ascenseur rapide.
Le sommet de la station intermédiaire constitue déjà un point de vue intéressant sur la vallée de l'Arve et offre plusieurs parcours de randonnées vers les aiguilles de Chamonix, le Montenvers, le lac Bleu ou les alpages de Blaitière pour regagner la station. On y pratique également l'escalade et le parapente.
La gare du Plan-de-l'Aiguille constitue le cœur technique des téléphériques. C'est ici que sont implantés les moteurs des câbles tracteurs et les contrepoids de tension des câbles porteurs.

### Deuxième tronçon

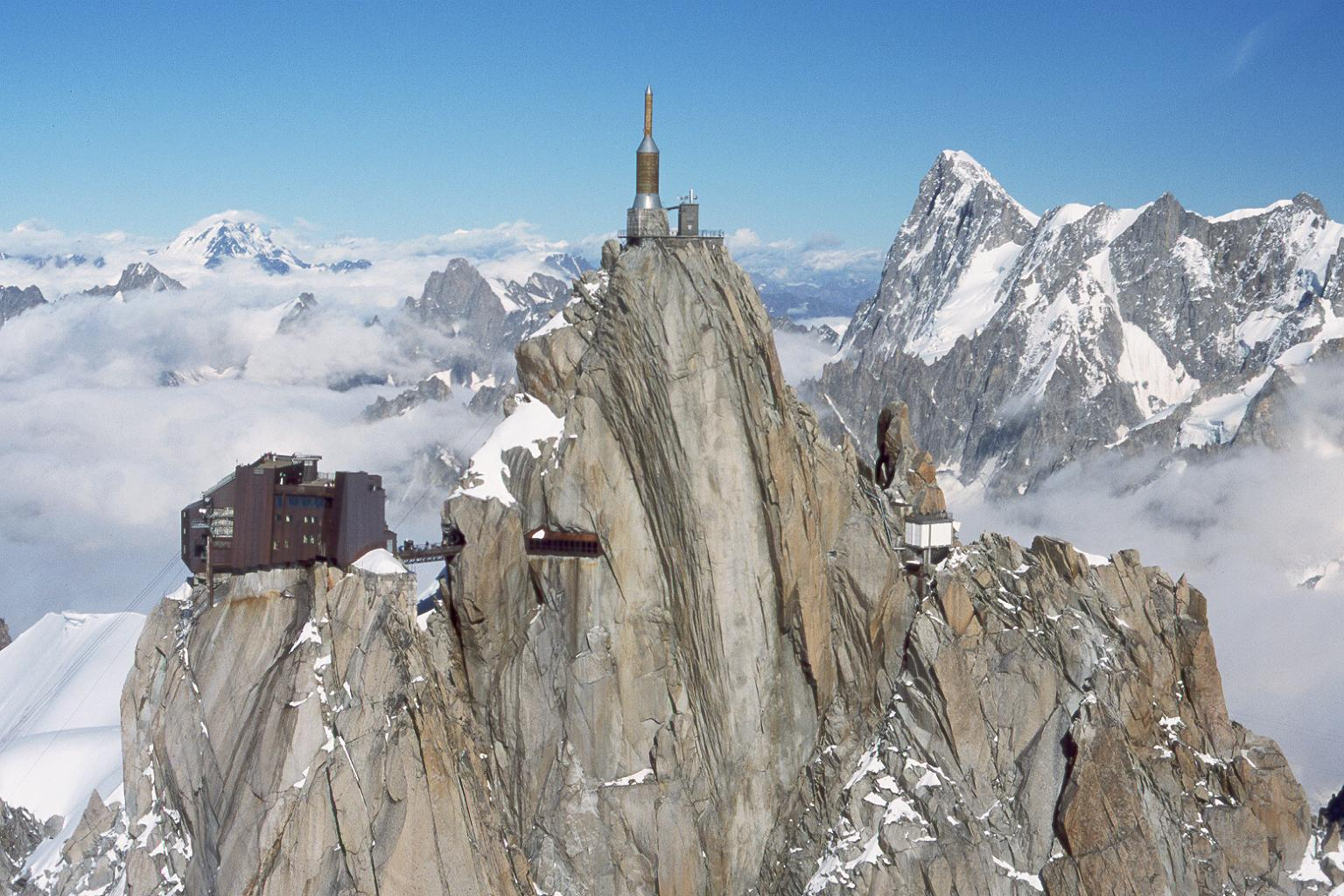
L'aiguille du Midi et l'arrivée du téléphérique.

Le second tronçon, ouvert en 1955, s'étend sur 2 867 mètres. Il relie le plan de l'Aiguille, au niveau de l'arrivée du premier tronçon, au piton nord de l'aiguille du Midi à 3 777 mètres, soit un dénivelé total de 1 470 mètres.
Le trajet est cette fois réalisé via une unique portée, sans aucun pylône intermédiaire, ce qui est le cas depuis sa construction et un exploit pour l'époque, et offre des hauteurs de survol de plusieurs centaines de mètres.
La distance verticale observée par les passagers entre le câble porteur et le câble tracteur est particulièrement impressionnante lorsque la cabine circulant en sens inverse, dont l'ensemble poulie-maintien rapproche les deux câbles, est éloignée.
Le trajet s'effectue en 6 à 8 minutes à une vitesse importante de 9 à 12 m/s, avec une pente au sommet de 110 % soit 47°, atteignant donc une vitesse verticale allant jusqu'à 30 km/h, dans une cabine pouvant accueillir 66 passagers (charge maximale de 4 620 kg). La gare d'arrivée du téléphérique héberge un restaurant « Le 3842 », deuxième plus haut restaurant d'Europe, ainsi qu'une cafétéria.
À l'arrivée, une passerelle permet de gagner le piton central que l'on peut explorer via des galeries percées dans la roche. De là, un ascenseur de 66 mètres conduit à une vitesse de 3,7 m/s vers le sommet de l'aiguille, à l'altitude de 3 842 mètres sur la terrasse panoramique surmontée de l'émetteur hertzien. La vue s'y développe à 360°, offrant un panorama sur le massif du Mont-Blanc, la vallée de l'Arve tout en contrebas, ainsi que les principaux sommets environnants des Alpes, français, suisses et italiens.
Selon les conditions météorologiques, il arrive de franchir à partir d'un certain seuil d'altitude, la "barrière moutonneuse de nuages", d'une manière très nette visible en montant depuis le téléphérique, à l'analogue de l'avion, tous les sommets et glaciers émergeant au-dessus sous un ciel bleu azur.
Il arrive à certains passagers de se sentir très rapidement euphoriques, dynamisés et essoufflés à la fois, notamment pour monter les quelques escaliers menant aux plates-formes ou bars. Ceci s'expliquant par l'altitude, suffisante pour causer des problèmes de santé chez certaines personnes en raison de la faible densité d'oxygène de l'air (certes très pur)[réf. nécessaire]. La température est également en moyenne plus faible que dans la vallée de Chamonix.
En cas de trop fortes rafales de vent en altitude (souvent jusqu'à 100 km/h, même par beau temps), le deuxième tronçon du téléphérique est arrêté par précaution du risque de balancement de la cabine (risquant d'aller jusqu'au décrochement d'une des poulies en cas extrême de tempête, nécessitant un rétablissement périlleux de la poulie sur le câble), voire de glisser sur le câble porteur gelé, ce qui arrivait autrefois fréquemment lorsque celui-ci continuait de fonctionner tout de même.
Le premier tronçon, bien que souvent moins "venté", est souvent annulé aussi dans ces conditions météorologiques, les balancements de la cabine risquant cette fois de heurter l'un des trois pylônes. Un ralentissement peut être aussi effectué au passage des pylônes. Le départ du premier tronçon peut débuter selon la météo entre 8 h 30 et 10 h 30, tous les quarts d'heure environ aux heures de pointe, ou toutes les demi-heures, et se termine à 15 h 30, le dernier départ depuis le sommet pour redescendre étant vers 16 h 30.
Une nouvelle attraction à sensations dénommée « Le pas dans le vide », cage transparente dans laquelle le visiteur rentre, située à 1 000 m au-dessus du sol, vertigineuse depuis le haut de la falaise, est ouverte en décembre 2013, mais face à l'affluence de son succès touristique, a nécessité de nouveaux travaux de sécurité à partir de septembre 2014, pour doubler les ascenseurs d'accès au sommet, et a été rouverte au printemps 2015.
Depuis l'aiguille du Midi, il est possible de poursuivre durant l'été l'excursion via la télécabine Panoramic Mont-Blanc. Ce téléphérique pulsé survole la Vallée Blanche et le glacier du Géant jusqu'à la pointe Helbronner, marquant la frontière entre la France et l'Italie à 3 466 mètres d'altitude. La traversée complète du massif du Mont-Blanc en remontées mécaniques est assurée côté italien par le Skyway Monte Bianco ouvert en 2015 en remplacement d'un ancien téléphérique.
L'aiguille du Midi est très fréquentée par les alpinistes comme point de départ pour de nombreux sommets entourant la Vallée Blanche, et pour ses nombreuses voies glaciaires, mixtes ou purement rocheuses.
C'est également le point de départ de la descente en ski de la Vallée Blanche, soit depuis la plate-forme intermédiaire, soit même par certains skieurs devant être très expérimentés depuis le haut. Entièrement hors-piste, elle nécessite une très bonne reconnaissance des pistes effectuées en partie à pied, par un guide éventuel, des éventuelles crevasses, rochers abrupts, et est vivement déconseillée les jours de fort risque d'avalanche.

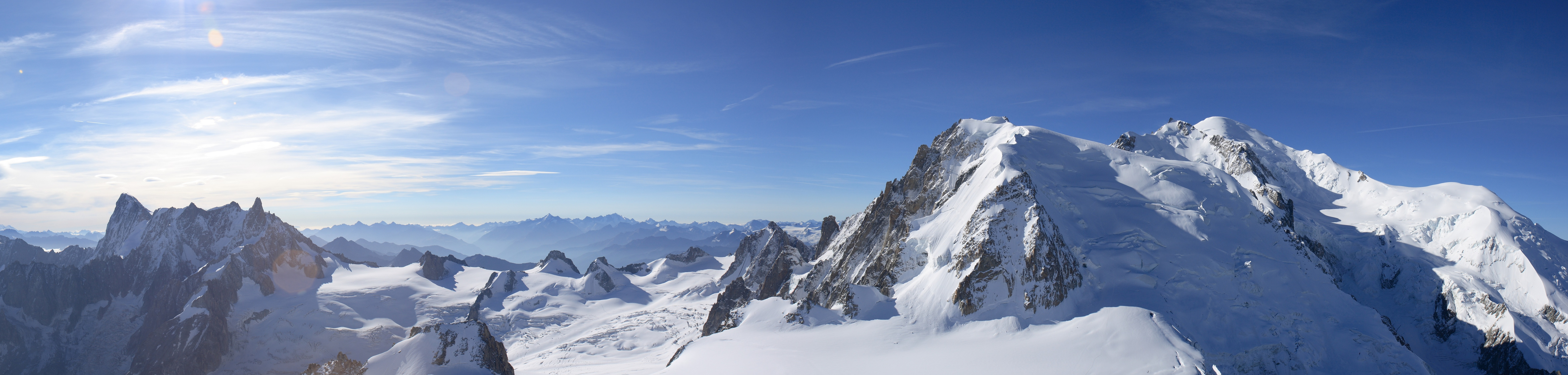
Panorama sur le mont Blanc depuis l'aiguille du Midi.

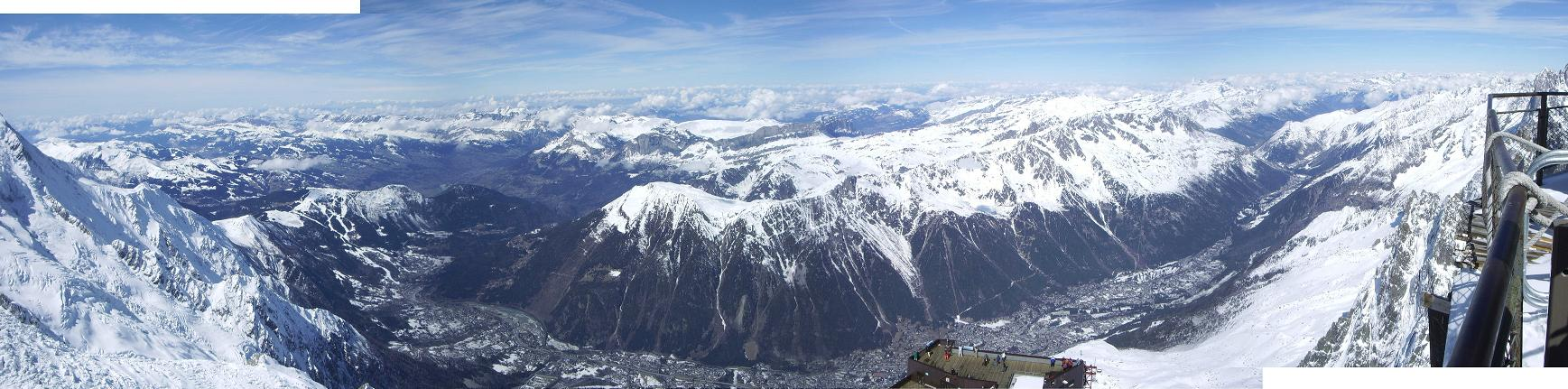
Panorama sur la vallée de Chamonix depuis l'aiguille du Midi.

## Histoire

### 1924: premier téléphérique pour voyageurs de France[5]

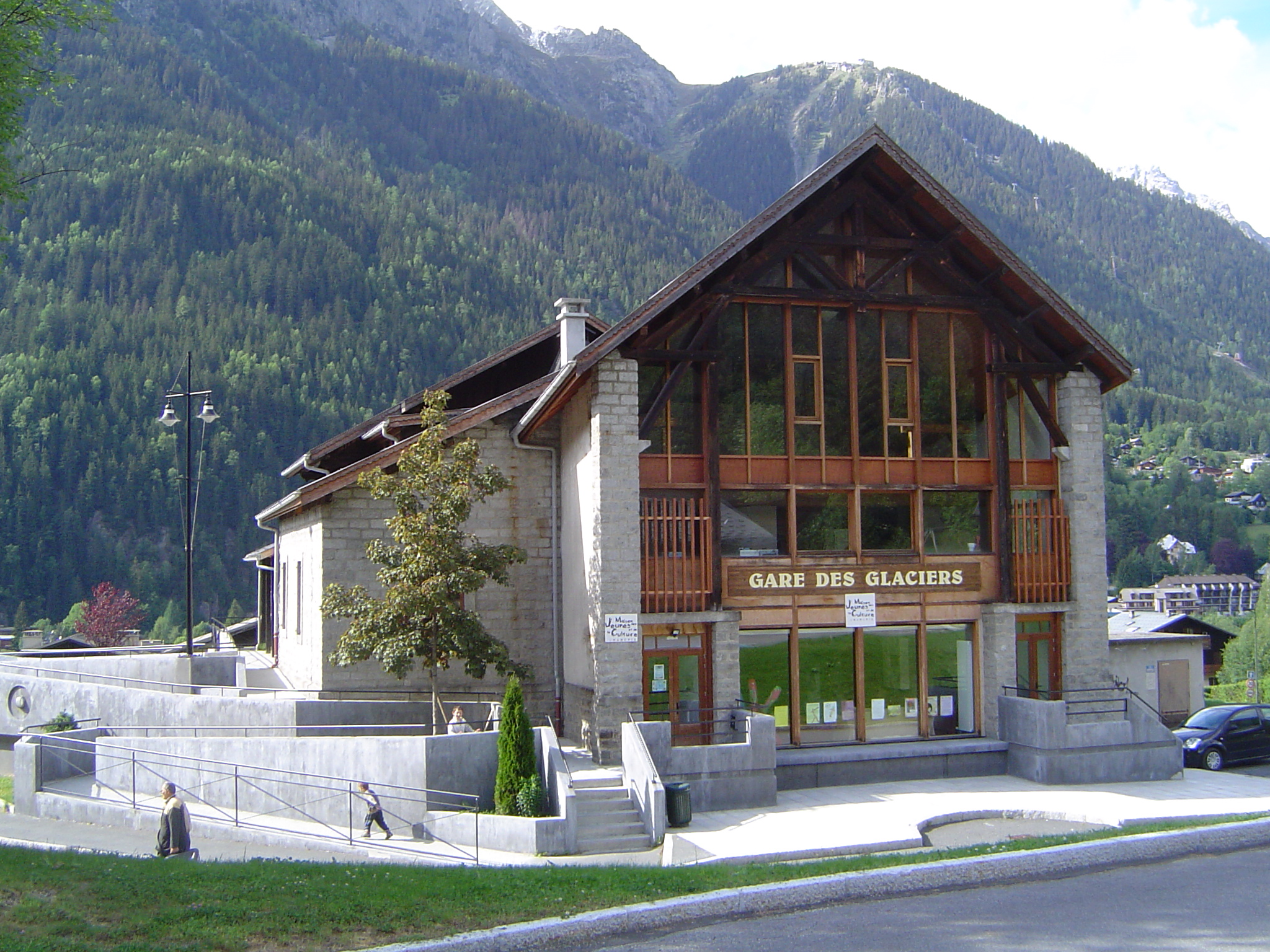
La gare aval du premier téléphérique de l'Aiguille du Midi de nos jours.

Dès 1904, les ingénieurs Wilhelm Feldmann et Emil Strub ont imaginé relier Chamonix à l'aiguille du Midi par le biais de deux funiculaires et de trois sections d'« ascenseurs de montagne » similaires à celui qui fut réalisé sur le Wetterhorn, en Suisse. La technique évoluant, c'est finalement deux sections de « funiculaires aériens » (le mot téléphérique n'existe pas encore) qui seront construites selon les brevets de la société italienne Ceretti et Tanfani à la place des funiculaires terrestres.
La concession du « chemin de fer aérien de l'aiguille du Midi » a été délivrée en 1909. La construction a débuté dans la foulée, mais, alors que les travaux du premier tronçon étaient quasiment achevés, le chantier a été suspendu au commencement de la Première Guerre mondiale pour ne reprendre qu'en 1923 sur l'initiative de Joseph Vallot. Le premier tronçon fut ouvert en juillet 1924 et reliait le quartier des Pélerins à La Para à 1 690 mètres d'altitude. Avant son inauguration et son achèvement complet, il aurait dû être utilisé sur sa partie basse pour les Jeux olympiques d'hiver de 1924, pour la desserte de la piste de bobsleigh, mais finalement, seule la ligne de service s’avéra véritablement opérationnelle. L'appareil constitua le premier téléphérique pour voyageurs de France. Il possédait le nombre important de treize pylônes, d'une hauteur allant de 8,5 à 33 mètres. Le second tronçon fut ouvert en 1927. Il aboutissait à 2 404 mètres d'altitude, en contrebas de l'aiguille. Ces appareils étaient équipés de cabines étagées, rappelant les véhicules d'un funiculaire classique.
Ces téléphériques furent également exploités l'hiver dès les premières saisons pour la desserte de la piste de bobsleigh, mais aussi des champs de neige des glaciers à destinations des skieurs. En 1935, avec le développement des sports d'hiver, fut créée la piste Jacques Balmat à destination des skieurs débutants sur le bas du premier tronçon et la piste des Glaciers fut balisée. Cette dernière accueillit en février 1936 les épreuves de slalom des Championnats de France de ski. Durant l'été 1936, une piste fut créée dans la forêt entre La Para et la piste Jacques Balmat. Le domaine skiable du téléphérique de l'Aiguille du Midi aurait dû accueillir les épreuves de descente des Championnats du monde de ski, mais au dernier moment, il fut décidé de se rabattre sur le domaine des Houches. La piste de descente des Glaciers accueillit cependant en 1948 l'épreuve mythique du Arlberg-Kandahar.

### 1955: ouverture du plus haut téléphérique du monde

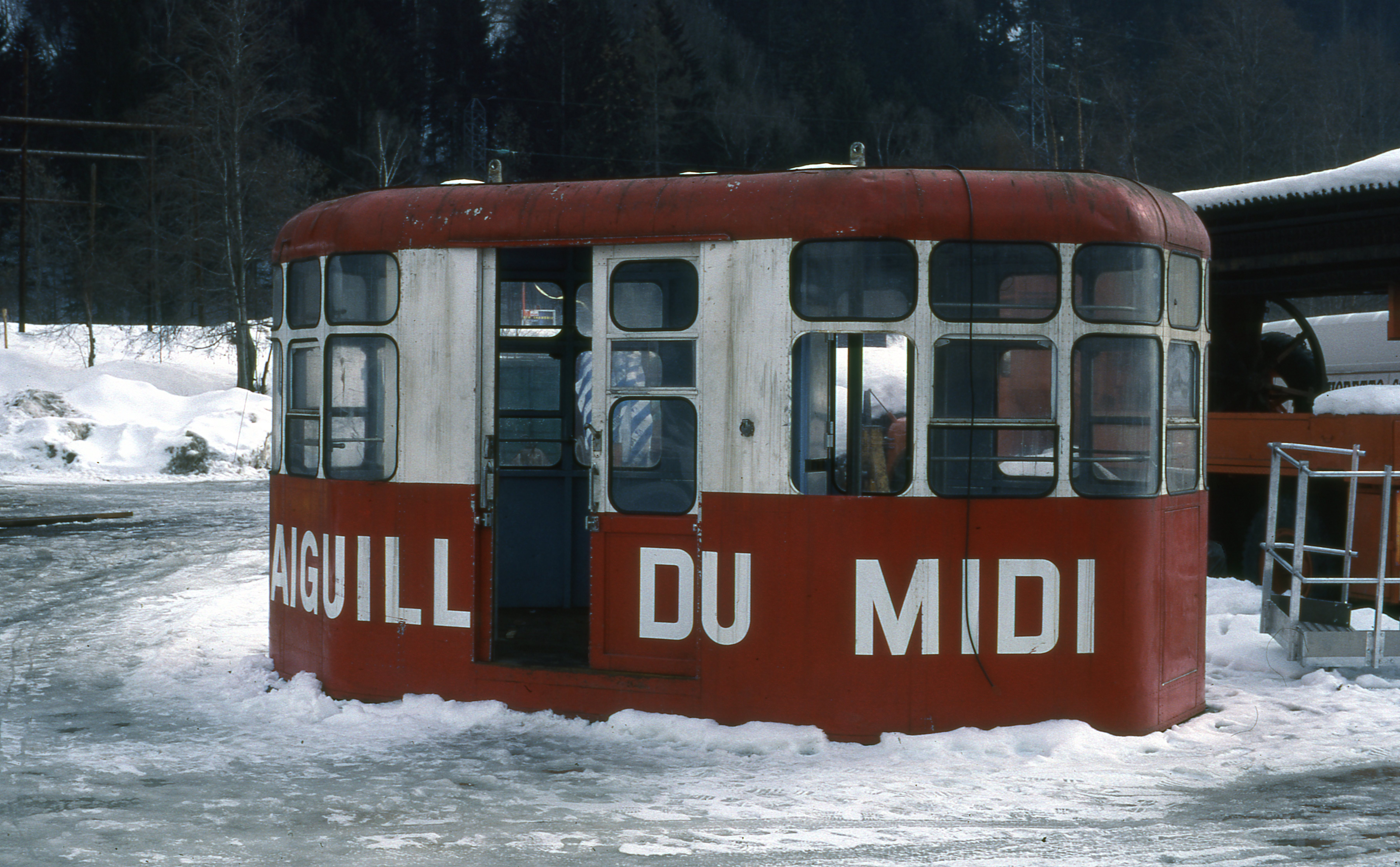
Ancienne cabine du téléphérique, déposée en 1991

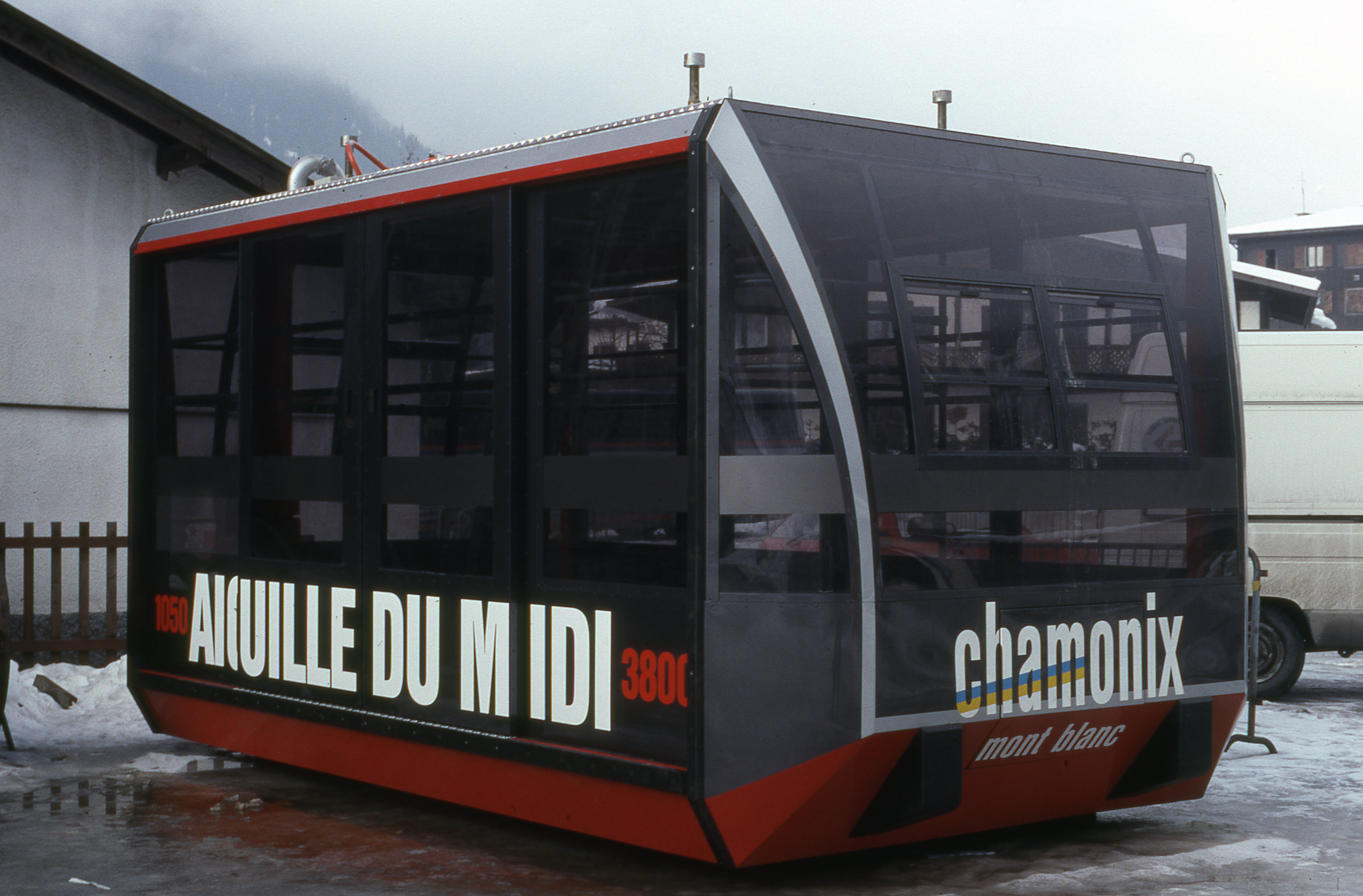
Nouvelle cabine du téléphérique en cours d'installation en 1991

Ces premiers téléphériques de l'Aiguille du Midi ont été ouverts au public jusqu'en 1951 puis furent ensuite exploités comme ligne de service, en particulier pour l'entretien des lignes électriques qui alimentent l'aiguille. Un tronçon sommital, entamé en 1938, prévoyait de gagner le col du Midi mais il n'a jamais été terminé. Sa ligne de service, opérationnelle, fut abandonnée en 1948 au profit du tracé actuel plus direct esquissé par Marcel Auvert et concrétisé par la volonté du promoteur italien Dino Lora Totino. Les premiers appareils ont alors grandement facilité la construction des appareils contemporains en acheminant hommes et matériaux au sommet. Cela a permis d'ouvrir dès 1954 le premier tronçon Chamonix - Plan de l'Aiguille, suivi par le deuxième tronçon jusqu'à l'aiguille même en 1955.
L'acheminement du câble porteur (60 tonnes), ainsi que du câble tracteur (5 tonnes), vers la station du haut, se fit non pas par hélicoptère, comme c'est le cas actuellement, mais à dos d'hommes.
Cette dernière section constituait alors le plus haut téléphérique pour voyageurs du monde. Elle est cependant détrônée depuis 1960 par le téléphérique du Pico Espejo, dans les Andes à Mérida (Venezuela), qui culmine à 4 765 mètres.

### Catastrophe causant six morts en 1961
Le 29 août 1961, une aile d'un avion de chasse de l'Armée de l'air française piloté par le capitaine Bernard Ziegler sectionne le câble tracteur du téléphérique de la Vallée Blanche à Chamonix (France), la chute d'un train de cabines cause six morts près de l'Aiguille du Midi.

### Très importante rénovation en 1990 et 1991
Le téléphérique de l'Aiguille du Midi a bénéficié d'une très importante rénovation par Denis Creissels en 1990 et 1991. Il est aujourd'hui géré par la Compagnie du Mont-Blanc.
Les vestiges des premiers appareils commencés en 1909, en particulier les pylônes et les gares en pierres de taille, sont pour leur part toujours présents du quartier des Pélerins jusqu'au col du Midi. La gare aval, aujourd'hui patrimoine historique de la vallée, a été réhabilitée en 2008 pour accueillir, entre autres, l'annexe de la Maison des jeunes et de la culture de Chamonix. La cabine étagée no 1 de 1924 ainsi que les cabines en aluminium récupérées sur le téléphérique de Rochebrune en 1949 ont été classées à l'inventaire des monuments historiques le 28 juillet 1992,.

## Fréquentation
En 2010, il a reçu 784 983 visiteurs.
En 2011, il a reçu 836 827 visiteurs.
En 2012, il a reçu 810 928 visiteurs.
En 2013, il a reçu 811 234 visiteurs.
En 2014, il a reçu 878 411 visiteurs.